# FreeBSD

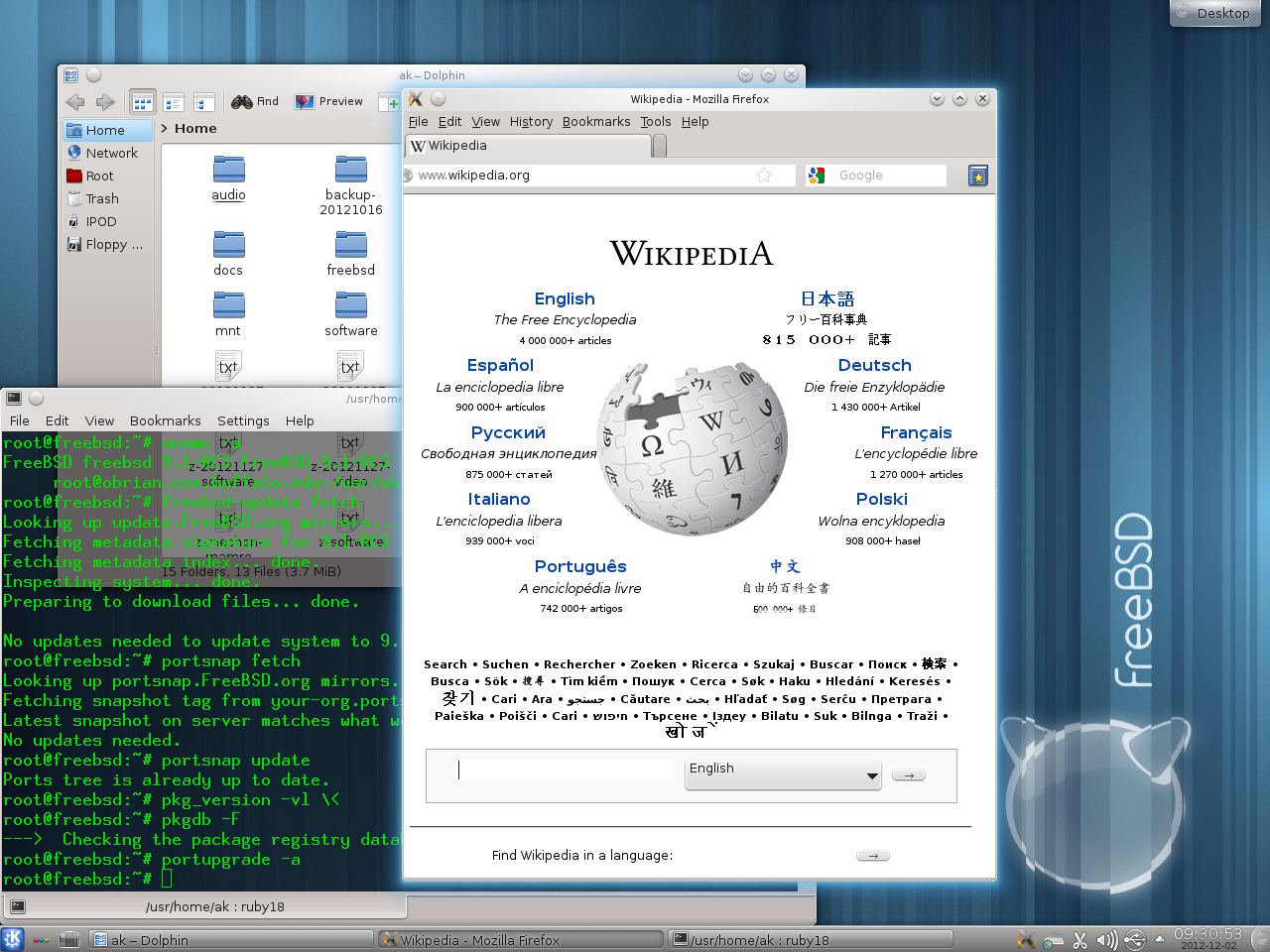
FreeBSD z zainstalowanym KDE

FreeBSD – system operacyjny z rodziny Unix. Oparty na BSD, gałęzi Uniksa stworzonej przez Computer Systems Research Group (CSRG) na Uniwersytecie Kalifornijskim w Berkeley. 
Pierwsza wersja wydana została 30 listopada 1993. Najnowsza wersja to 14.2.

Maskotka FreeBSD

## Model dystrybucji i rozwoju
FreeBSD jest wolnodostępnym i darmowym systemem operacyjnym dostępnym z pełnym kodem źródłowym. Źródła całego systemu – nie tylko jądra – wraz z historią (istnieje możliwość pobrania najstarszych wersji) dostępne są w repozytorium git (do 2021 roku projekt korzystał ze scentralizowanych repozytoriów Subversion, a wcześniej do 2008 – z CVS). System rozprowadzany na liberalnej, 2-klauzulowej licencji BSD, która nie tylko pozwala na wykorzystanie kodu, jego modyfikowanie i dalszą dystrybucję zmian, ale także na jego integrację do projektów zamkniętych, co czyni ją przyjazną dla przedsięwzięć komercyjnych. Poza własnym kodem na licencji BSD projekt integruje szereg rozwiązań rozprowadzanych na innych licencjach (np. kod systemu plików ZFS na licencji CDDL, zestaw LLVM/Clang na licencji Apache v2, GPLv2). 
Nad rozwojem projektu czuwa demokratycznie wybierana grupa programistów – tzw. Core Team, który nadzoruje rozwój projektu, a także rozsądza sporne kwestie wśród oficjalnych programistów posiadających prawo do bezpośredniej modyfikacji źródeł (tzw. committers).

## Historia
Projekt podobnie jak NetBSD narodził się jako kontynuacja systemu 386BSD, pierwszej próby przeniesienia Uniksa BSD na architekturę Intel. Inicjatorami projektu początkowo znanego jako Unofficial 386BSD Patchkit byli Nate Williams, Rod Grimes i Jordan Hubbard. 
Nazwę FreeBSD wymyślił David Greenman z firmy Walnut Creek CDROM, która od początku wspierała przedsięwzięcie. Maskotką FreeBSD jest daemon, jednak od 2005 roku oficjalnie projekt posługuje się nowym logo. Oficjalnym hasłem jest The power to serve.
Pierwsza wersja systemu ukazała się 30 listopada 1993. Do wersji 2.0 bazowała na systemie 4.3BSD, kolejne wersje opierały się na 4.4BSD Lite2, obu stworzonych przez CSRG. W 2005 projekt zdecydował o przejściu na bardziej regularne wydania. Od tej pory nowe wersje ukazują się co 6–8 miesięcy, aby rozwój systemu stał się bardziej przewidywalny dla podmiotów z niego korzystających. Decyzja ta podyktowana była przeciągającymi się pracami nad rewolucyjną w wielu dziedzinach serią 5.x.
| Data                 | Wersja  | Opis |
| -------------------- | ------- | --- |
| 19 czerwca 1993      |         | rozpoczęcie projektu |
| 30 listopada 1993    | 1.0     | oparte na bazie 386BSD i 4.3BSD Net/2 |
| lipiec 1994          | 1.1.5.1 | ostatnie wydanie z serii 1.x.x |
| 22 listopada 1995    | 2.0     | oparte na kodzie 4.4BSD Lite, bez kodu AT&T |
| 16 października 1998 | 3.0     | uaktualnienia z 4.4BSD Lite2, pierwsza wersja ELF |
| 29 listopada 1998    | 2.2.8   | ostatnie wydanie z serii 2.x; ostatnie wydanie w formacie binariów a.out |
| 24 czerwca 2000      | 3.5     | ostatnia wersja z serii 3.x |
| 13 marca 2000        | 4.0     | |
| 20 kwietnia 2001     | 4.3     | pierwsza stabilna wersja z serii 4.x |
| 19 stycznia 2003     | 5.0     | znaczne zmiany w obsłudze wieloprocesowości, nowe architektury sprzętowe: amd64 (tj. x86-64), IA-64, UltraSPARC |
| 6 listopada 2004     | 5.3     | pierwsza stabilna wersja z serii 5.x |
| 25 stycznia 2005     | 4.11    | ostatnie wydanie z serii 4.x |
| 4 listopada 2005     | 6.0     | |
| 25 maja 2006         | 5.5     | ostatnia wersja z serii 5.x |
| 18 stycznia 2008     | 6.3     | |
| 27 lutego 2008       | 7.0     | Nowy system plików ZFS, gjournal, inicjator iSCSI, obsługa protokołu SCTP, wsparcie dla TCP Segmentation Offload i Large Receive Offload w sterownikach części kart sieciowych, nowy alokator pamięci (jemalloc), nowa architektura sprzętowa: ARM                                                                                              |
| 28 listopada 2008    | 6.4     | |
| 5 stycznia 2009      | 7.1     | wprowadzono m.in. obsługę dla DTrace w jądrze systemu, możliwość przypisywania procesów do poszczególnych procesorów oraz nową implementacje Network Lock Managera. Domyślnym dyspozytorem na platformach tier1 stał się ULE |
| 4 maja 2009          | 7.2     | ulepszenie obsługi platformy UltraSPARC, pełna obsługa superpages dla aplikacji, obsługa IPv4 i IPv6 dla jail, zwiększenie wirtualnej przestrzeni adresowej jądra do 6GB na platformie x64 |
| 25 listopada 2009    | 8.0     | możliwość zagnieżdżania jail, praca w trybie gościa i gospodarza w VirtualBox, praca jako 32-bitowy gość w Xen DomU, eksperymentalne wsparcie dla protokołu NFSv4, wsparcie dla wirtualnych punktów dostępowych i 802.11s, stabilizacja ZFS, przebudowa sterowników USB, poprawa skalowania SMP, eksperymentalne wsparcie dla architektury MIPS |
| 24 lipca 2010        | 8.1     | |
| 24 lutego 2011       | 8.2     | |
| 12 stycznia 2012     | 9.0     | nowy instalator, Highly Available Storage (HAST) framework, nowe funkcje w implementacji stosu TCP/IP, wsparcie dla Sony Playstation 3, kompilator LLVM/Clang. |
| 20 stycznia 2014     | 10.0    | clang zastępuje GCC na wspieranych platformach jako domyślny kompilator, unbound zastępuje BIND |
| 14 listopada 2014    | 10.1    | dodanie vt i autofs, wsparcie dla wirtualizacji bhyve |
| 14 sierpnia 2015     | 10.2    | usprawnienia w obsłudze ZFS |

## Informacje techniczne
System zgodny z normą POSIX. Powłoka – każda zgodna z normą POSIX, domyślnie dostarczany z csh (de facto tcsh) i sh (oparte na ash). System plików – FFS, UFS, UFS z rozszerzeniem softupdates, UFS2 (w wersjach nowszych od FreeBSD 5.0). Obsługiwane są również nienatywne systemy plików, np. ZFS, XFS (w wersji 7), linuksowy ext2 oraz FAT oraz podsystem FUSE. Format binariów – obecnie ELF, do wersji 2.2.8 a.out. Jądro monolityczne, aczkolwiek z możliwością dołączania i odłączania modułów podczas pracy systemu.
FreeBSD charakteryzuje się dużą ilością nowinek w porównaniu z innymi systemami wywodzącymi się 4.4BSD: NetBSD i OpenBSD. Początkowo inicjatorzy projektu FreeBSD postanowili skupić się na stworzeniu systemu dla najpopularniejszej ówcześnie architektury sprzętowej i386. Z czasem jednak zaczęły się ukazywać także wersje dla architektur NEC PC-9801, DEC Alpha, IA-64 Itanium, Sun UltraSPARC, AMD64, MIPS, ARM, PowerPC i RISC-V. 
Wsparcie projektu podzielone jest na poziomy. Architektury tzw. tier1 otrzymują wsparcie zespołu bezpieczeństwa, pełne wydania i binarne aktualizacje (bez potrzeby kompilacji), prekompilowane pakiety. Poziom wsparcia zapewnia gotowość wystarczającą dla środowisk produkcyjnych. W wersji 12.2 w tier1 znajdowały się następujące architektury: amd64 i i386, w wydaniu 13 amd64 i aarch64. Architektury tier2 uznawane są za rozwojowe lub niszowe i nie mają bieżącego wsparcia, jednak ich użytkownicy są w stanie zbudować sobie środowisko ze źródeł zarówno systemu, jak i portów. Eksperymentalny poziom tier3 oznacza, że projekt nie daje gwarancji, że źródła będą dla nich kompilowalne.

### Kompatybilność ABI
W trybie zgodności ABI można uruchamiać programy skompilowane dla Linuksa, SCO oraz SVR4 (Solaris). Binaria dla systemów BSDI, NetBSD i OpenBSD są uruchamiane w niezmienionym trybie (natywne ABI).

### System portów i pakietów
FreeBSD korzysta z opartego na źródłach systemu pakietowania znanego jako porty. Szkielet tego rozwiązania opiera się na plikach automatyzujących Makefile dla BSD make. Repozytorium portów zawiera ok. 33 tysiące programów przystosowanych do działania we FreeBSD. Na bazie portów udostępniane są prekompilowane pakiety binarne z domyślnymi opcjami dla aktualnie obsługiwanych wersji i architektur sprzętowych FreeBSD, którym projekt zapewnia wsparcie na poziomie tier1. Zalety portów przyczyniły się do tego, że stały się bazą lub zainspirowały rozwój zbliżonych rozwiązań wykorzystywanych w pokrewnych systemach OpenBSD, NetBSD (pkgsrc) oraz kilku dystrybucji Linuksa.

## Zastosowania
Ze względu na swą wydajność i niezawodność często stosowany jako serwer internetowy lub zapora sieciowa. FreeBSD używany jest m.in. przez Apache.org, Netflix, FlightAware, Yahoo!, Yandex, Netcraft, Sony Playstation 4, WhatsApp.
Na FreeBSD działa wiele aplikacji znanych z dystrybucji linuksowych – m.in. Open Office, Lumina, KDE. System jest użyteczny w zadaniach biurowych i multimedialnych. Ułatwia to życie administratorom, którzy mogą połączyć system codziennego użytku z „poligonem” do testowania nowych rozwiązań.
Renderowanie części efektów specjalnych w filmie Matrix zostało wykonane na klastrze 32 maszyn pracujących pod kontrolą FreeBSD.
Ze względu na liberalną licencję fragmenty jego kodu znalazły się w takich projektach jak Microsoft Windows, Apple OS X oraz OS X Server, które powstały w oparciu o mikrojądro XNU i rozwiązania zaczerpnięte z FreeBSD oraz NetBSD. Ponadto wiele zamkniętych urządzeń (np. routery Junipera czy sprzętowe zapory firmy Nokia) działa w oparciu o FreeBSD. System operacyjny konsoli gier PlayStation 4, OrbisOS powstał na bazie FreeBSD.

## Wybrane narzędzia
- IPFW – zapora sieciowa pełniąca rolę filtra pakietów. Często wykorzystywana w routerach.
- natd – daemon zajmujący się translacją adresów sieciowych
- dummynet – rozwiązanie QOS do kontroli ruchu sieciowego, stosowane do ograniczania pasma.
- if_bridge, bridge – implementacja obsługi połączeń mostkowych między interfejsami.
- IPsec – zbiór protokołów umożliwiających tworzenie szyfrowanych, prywatnych sieci wirtualnych
- SMPng
- ULE – planista jądra systemowego